# Klocksåsen
Klocksåsen, alternativ stavning Kloxåsen, är ett litet samhälle i Näs distrikt (Näs socken) i Östersunds kommun, Jämtlands län. Byn ligger mellan Tandsbyn och Fåker och är platsen för en travbana. Klockåsen är en mycket gammal ort som finns omnämnd i handlingar från 1300-talet. Ett fångstgropsystem finns också alldeles utanför byn. Grannbyar är Berget, Ängsbacken och Åsan. 